# Higher (Creed-låt)
Higher är den första singeln från Creeds album Human Clay från 1999. Frontmannen Scott Stapp skrev låten om klardrömmande.
Låten skrevs efter att Stapp använde en teknik för att stoppa en återkommande mardröm han hade upplevt, i vilken han var jagad och dödad av en revolverman. I drömmen svängde han alltid åt vänster vid slutet av en väg och gömde sig under en bro, bara för att bli funnen av mannen och bli dödad. Efter att han studerat klardrömmande och provade tekniken kunde han svänga åt höger och fly från revolvermannen. Stapp förklarade, när han skrivit sångtexten till låten, att han efter der aldrig hade drömmen igen. "Higher" var Creeds stora genombrott och hjälpte dem att komma in i den amerikanska popmusikens mainstream. Den nådde #7 på The Billboard Hot 100 på upplagan daterad 22 juli 2000, efter att den nått topp 10 den 8 juli, och tillbringade hela 57 veckor på listan, då den toppade Mainstream Rock och Modern Rock listorna samtidigt. Den nådde också topp 5 på Adult Top 40-listan.
Låten förekom i filmen The Skulls och användes i den teatraliska trailern Trailer C till Titan A.E..
Låten var placerad på #95 på VH1s 100 Greatest Hard Rock Songs år 2009.